# Bercianos del Real Camino
Bercianos del Real Camino est un municipio (municipalité ou canton) espagnol de la comarque de Tierra de Campos, dans la province de León, communauté autonome de Castille-et-León. C'est aussi le nom de la localité chef-lieu du municipio.
Cette localité est une halte sur le Camino francés du Pèlerinage de Saint-Jacques-de-Compostelle.

## Géographie
Le climat est continental, chaud en été et froid en hiver.

## Démographie
| 1991 |  | 1996 |  | 2001 |  | 2004 |  | 2010 |
| ---- |  | ---- |  | ---- |  | ---- |  | ---- |
| 282  |  | 242  |  | 208  |  | 205  |  | 202  |

## Culture et patrimoine

### Pèlerinage de Compostelle
Sur le Camino francés du Pèlerinage de Saint-Jacques-de-Compostelle, on vient de Calzada del Coto sur la Calzada Romana ou directement de Sahagún sur le Camino Real.
La prochaine halte est Calzadilla de los Hermanillos en rejoignant la Calzada Romana plus au nord ou El Burgo Ranero en continuant sur le Camino Real.

## Sources et références
- (es) Cet article est partiellement ou en totalité issu de l’article de Wikipédia en espagnol intitulé « Bercianos del Real Camino » (voir la liste des auteurs).
- Grégoire, J.-Y. & Laborde-Balen, L. , « Le Chemin de Saint-Jacques en Espagne - De Saint-Jean-Pied-de-Port à Compostelle - Guide pratique du pèlerin », Rando Éditions, mars 2006,  (ISBN 2-84182-224-9)
- « Camino de Santiago St-Jean-Pied-de-Port - Santiago de Compostela », Michelin et Cie, Manufacture Française des Pneumatiques Michelin, Paris, 2009,  (ISBN 978-2-06-714805-5)
- « Le Chemin de Saint-Jacques Carte Routière », Junta de Castilla y León, Editorial

1. ↑  www.cajaespana.es Budget 2008 de l'Ayuntamiento.